# Winklera afghanica
Winklera afghanica là một loài thực vật có hoa trong họ Cải. Loài này được (Rech. f. & Köie) Hedge miêu tả khoa học đầu tiên năm 1968.